# Hélder Postiga
Hélder Manuel Marques Postiga (født 2. august 1982 i Vila do Conde) er en tidligereprofessionel fodboldspiller fra Portugal, der spillede som angriber. Gennem karrieren spillede han blandt andet for FC Porto, Sporting Lissabon, Valencia og Real Zaragoza.
Han fik debut for Portugals landshold i 2003 og nåede 71 landskampe i hvilke, han scorede 27 mål.